# واندا ونتام
واندا ونتام (انگلیسی: Wanda Ventham؛ زادهٔ ۵ اوت ۱۹۳۵) هنرپیشه اهل انگلستان است. وی از سال ۱۹۵۶ میلادی تاکنون مشغول فعالیت بوده‌است.
از فیلم‌هایی که وی در آن نقش داشته‌است، می‌توان به مهارت …و نحوه به دست آوردنش و نعش‌کش خالی اشاره کرد.